# Liste des publications en cancérologie
Cet article présente une liste des différentes publications traitant de la cancérologie.

## Liste par langue
- Anglais 
  - Acta Oncologica
  - Breast Cancer Research and Treatment
  - Cancer Letters
  - Cancer Research
  - Current Cancer Drug Targets
  - Endocrine-Related Cancer
  - International Journal of Radiation Oncology Biology Physics
- Français

## Liste par type
- Journal 
  - Acta Oncologica
  - Breast Cancer Research and Treatment
  - Cancer Letters
  - Endocrine-Related Cancer
  - International Journal of Radiation Oncology Biology Physics

- Revue 
  - Current Cancer Drug Targets
  - Cancer Research